# Peter Beuth (Politiker, 1967)

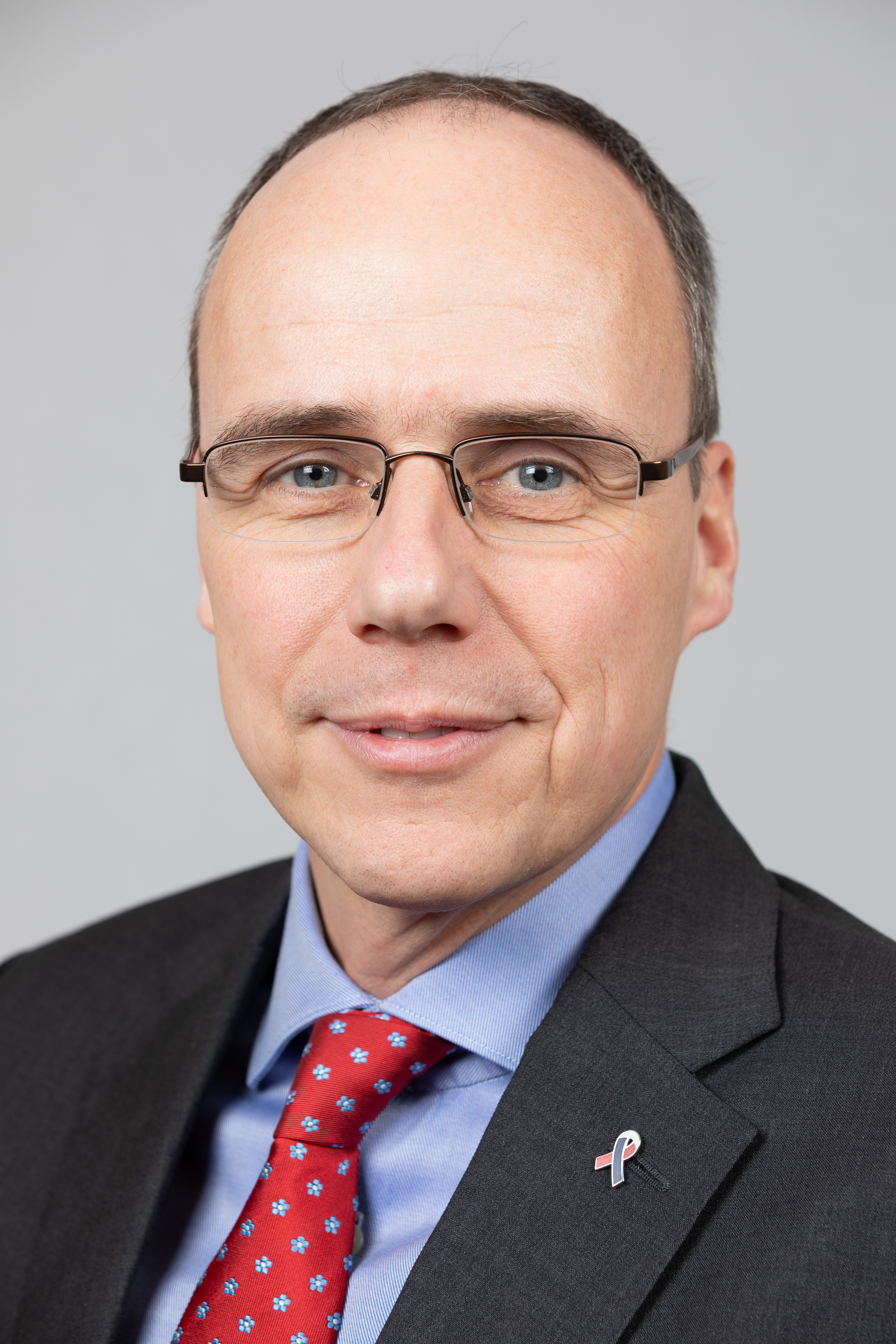
Peter Beuth (2019)

Peter Beuth (* 3. Dezember 1967 in Köln) ist ein deutscher Politiker (CDU). Er war von 1999 bis 2024 Abgeordneter des Hessischen Landtags und von 2014 bis 2024 Hessischer Minister des Innern und für Sport in den Kabinetten Bouffier II und III sowie Rhein I. Zudem war er von 2009 bis 2014 Generalsekretär der hessischen CDU.

## Ausbildung und Beruf
Nach dem Abitur im Jahr 1988 an der IGS Obere Aar in Taunusstein arbeitete Beuth als Mediaplanungs-Assistent und studierte Rechtswissenschaften an der Johannes Gutenberg-Universität Mainz. Im Jahr 1997 legte er das erste, 2001 das zweite Juristische Staatsexamen ab. Seit 1991 lebt Peter Beuth in Taunusstein. Von Januar bis Juni 2024 arbeitete er als Rechtsanwalt in einer Wiesbadener Kanzlei. Seit Juli 2024 ist er Berater bei PwC. Er ist verheiratet und hat zwei Kinder.

## Politik
Seit seinem Eintritt 1983 in die Junge Union Oberhausen war Beuth politisch aktiv. Im Jahr 1987 wurde er Vorsitzender der JU Hohenstein, 1989 Kreisvorsitzender der JU Rheingau-Taunus und von 1994 bis 1998 Mitglied im Landesvorstand.
Nach seinem Eintritt in die CDU Hohenstein 1987 bekleidete Beuth verschiedene Ämter in der CDU Rheingau-Taunus, zuletzt das des stellvertretenden CDU-Kreisvorsitzenden (seit 2000). Von 1993 bis 2011 war er Kreistagsabgeordneter im Rheingau-Taunus-Kreis, dort von 1997 bis 2006 stellvertretender Fraktionsvorsitzender und schulpolitischer Sprecher der CDU-Kreistagsfraktion.
Von 1997 bis 2009 und 2011 bis 2012 war er Stadtverordneter in Taunusstein, und von 2004 bis 2008 Fraktionsvorsitzender der CDU Taunusstein. Von 2006 bis 2011 war er Kreistagsvorsitzender im Rheingau-Taunus-Kreis. Von 2006 bis 2014 war er Mitglied der Regionalversammlung Südhessen. Von 2011 bis 2014 war er ehrenamtlicher Kreistagsabgeordneter im Rheingau-Taunus-Kreis.

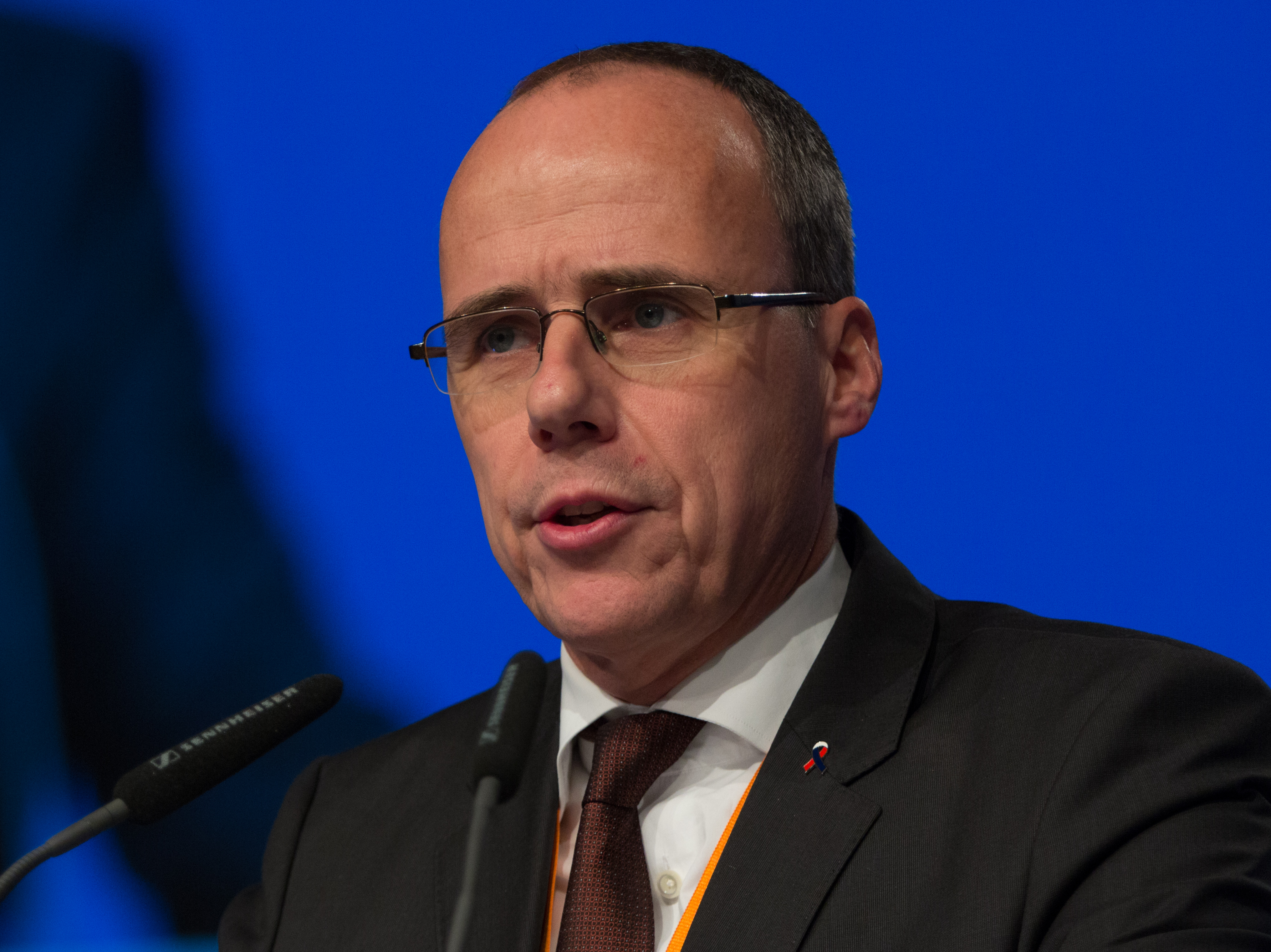
Peter Beuth auf dem 29. Parteitag der CDU Deutschlands am 6. Dezember 2016 in Essen

Seit der Kommunalwahl 2021 nimmt er erneut ein ehrenamtliches Mandat im Kreistag Rheingau-Taunus wahr.
Peter Beuth war bis 2024 Mitglied im CDU-Bundesvorstand und leitete den Bundesfachausschuss Innenpolitik der CDU Deutschlands ab 2013.

### Abgeordneter im Hessischen Landtag
Von 1999 bis 2024 war Peter Beuth direktgewählter Abgeordneter für den Wahlkreis 29 – Rheingau-Taunus II des Hessischen Landtags. Im Landtag konnte Peter Beuth in den vergangenen Wahlperioden im Rechtsausschuss, im Kulturpolitischen Ausschuss, im Petitionsausschuss sowie als CDU-Obmann in der Enquete-Kommission „Demographischer Wandel“ in unterschiedlichen Fachbereichen seine praktische Arbeit leisten. Er war bisher rechts- sowie innenpolitischer Sprecher der CDU-Landtagsfraktion, Obmann im Untersuchungsausschuss 18/1 (dem Untersuchungsausschuss zur sog. Steuerfahnderaffäre). Den Untersuchungsausschüssen 18/2 (einem Untersuchungsausschuss zur Überprüfung der Einsetzung eines Polizeipräsidenten, die sog. Polizeipräsidentenaffäre) und 18/3 (einem Untersuchungsausschuss zur Untersuchung der finanziellen Unterstützung der European Business School durch die Landesregierung und zum finanziellen Gebaren der European Business School) hat er jeweils als Vorsitzender vorgestanden. In allen Untersuchungsausschüssen konnte Peter Beuth im Abschlussbericht die Position der Landesregierung vertreten.
Bei der Landtagswahl in Hessen 2023 kandidierte Beuth nicht erneut und schied somit mit der konstituierenden Sitzung des 21. Hessischen Landtags am 18. Januar 2024 aus dem Landtag aus. Sein Nachfolger als Wahlkreisabgeordneter wurde André Stolz (CDU).

### Generalsekretär
Im Rahmen der Bildung einer CDU-geführten Landesregierung zur Landtagswahl in Hessen 2009 wurde Peter Beuth als Generalsekretär der CDU Hessen vorgeschlagen und auf dem Landesparteitag im März 2009 mit 93,1 % der Stimmen gewählt. Auf dem Parteitag 2012 in Darmstadt wurde er im Amt bestätigt.
Als Generalsekretär organisierte Beuth den hessischen Wahlkampf 2013. Nach der Landtagswahl, aus der die CDU mit Stimmenzuwachs erneut als stärkste Kraft hervorging, koordinierte er für die CDU Hessen die Koalitionsgespräche, an deren Ende die erste schwarz-grüne Landesregierung in einem Flächenland stand.

### Hessischer Minister des Innern und für Sport
Von 2014 bis Januar 2024 war Peter Beuth Hessischer Minister des Innern und für Sport in den Kabinetten Bouffier II, Bouffier III und Rhein I.
Aufgrund der steigenden Zahl der Übergriffe auf Hilfskräfte startete Beuth die „Schutzschleifen“-Initiative. Mit der rot-weiß-blauen Schleife soll Solidarität mit den Einsatzkräften von Feuerwehr, Rettungsdienst und Polizei zum Ausdruck gebracht werden.
Zu Beginn des Jahres 2018 wurde er vom Bundesrat zum Beauftragten für den Rat für Justiz und Inneres der Europäischen Union berufen.
Beuth sprach sich für die Anschaffung und Einführung der „Antiterror“-Software Gotham des US-Herstellers Palantir, betrieben als „Hessendata“, aus. Ein Untersuchungsausschuss im hessischen Landtag befasste sich bis Anfang 2019 mit der Frage, ob die Auftragsvergabe an Palantir rechtswidrig erfolgte. Das System steht in der Kritik, da es in Konflikt mit dem Recht auf informationelle Selbstbestimmung als Bestandteil des Allgemeinen Persönlichkeitsrechts (GG Artikel 2 Absatz 1 in Verbindung mit GG Artikel 1 Absatz 1) steht. Dabei ist für Kritiker besonders die Massendatenauswertungen vor dem zentralen Zweckbindungsgrundsatz problematisch. Am 8. Juni 2019 wurde er für „Hessendata“ zum zweiten Mal mit einem Big Brother Award ausgezeichnet, denn damit gehe Hessen einen weiteren großen Schritt in Richtung „Kontroll- und Überwachungsstaat“. Zudem erhalte die amerikanische Firma damit Zugang zum höchst sensiblen Datennetz der hessischen Polizei.

## Rezeption
Seit 2018 wurden nach und nach flächendeckende rechtsextreme Strukturen innerhalb der Polizei Hessen bekannt, die als Hessischer Polizeiskandal medial rezipiert wurden. Nach immer weiteren bekanntgewordenen Verstrickungen von Beamten in das rechte Milieu forderte die Opposition mehrfach Beuths Rücktritt. Der Journalist Friedrich Küppersbusch sagte im Juni 2021, nachdem erneut eine rechtsextreme Chatgruppe in der hessischen Polizei aufgeflogen war, auf die Frage, ob Beuth nun zurücktreten werde: „Innenminister Beuth hat eine bunte Auswahl an LKA-Chefin, Polizeipräsident und Führungskräften in Mitverantwortung gezogen und Sonderermittler eingesetzt. Man forderte seinen Rücktritt leichter, wenn das Problem nicht deutlich größer wäre als er.“